# Pandémie de Covid-19 en Finlande
La pandémie de Covid-19 en Finlande démarre officiellement le 29 janvier 2020. À la date du 1er septembre 2022, le bilan est de 5 577 morts.

## Contexte
Le 31 décembre 2019, la Commission de la santé de Wuhan, informe l'OMS d'un groupe de cas de pneumonie aiguë d'origine inconnue dans sa province. Le 9 janvier 2020, le Centre chinois pour le contrôle et la prévention des maladies (CCDC) signale la découverte d'un nouveau coronavirus (identifié plus tard comme le SARS-CoV-2) comme la cause. Le 27 janvier, à la suite de l'évolution de l'épidémie de Covid-19 en Chine continentale, le ministère finlandais des Affaires étrangères conseille aux citoyens d'éviter les déplacements inutiles dans la province du Hubei. Le lendemain, la compagnie aérienne Finnair annonce la suspension de ses cinq liaisons hebdomadaires vers Nanjing et Pékin-Daxing jusqu'à fin mars. 

## Chronologie
Le 29 janvier 2020, la Finlande confirme le premier cas de maladie à coronavirus 2019 (Covid-19). Une femme chinoise de 32 ans originaire de Wuhan consulte un médecin à Ivalo et est testée positive au SARS-CoV-2. Elle est alors mise en quarantaine à l'hôpital central de Laponie à Rovaniemi,,,. La femme s'est rétablie et a obtenu son congé le 5 février après avoir été testée négative deux jours consécutifs. 
Le 30 janvier, les autorités sanitaires finlandaises estiment qu'au moins 24 personnes peuvent avoir été exposées au virus. Le 5 février, trois des personnes potentiellement exposées auraient quitté le pays et quatorze des 21 autres ont été placés en quarantaine, celles-ci devant être libérés le week-end suivant. 
Le 26 février, les autorités sanitaires finlandaises confirment un deuxième cas, une Finlandaise ayant effectué un voyage à Milan et étant de retour en Finlande le 22 février, testée positive au centre hospitalier universitaire d'Helsinki. 
Le 28 février, une Finlandaise s'étant rendue dans le nord de l'Italie est testée positive par le district hospitalier d'Helsinki et de l'Uusimaa,. 
Le 1er mars, trois nouveaux cas — associés de la femme diagnostiquée avec le virus le 28 février — ont été confirmés dans la région d'Helsinki. Ils ont été invités à rester isolés chez eux. Cela porte à cinq le nombre total d'infections diagnostiquées en Finlande,. Plus tard dans la journée, 130 personnes, dont des étudiants de l’école de formation des enseignants de l’Université d'Helsinki à Viikki, ont été placées en quarantaine après avoir été en contact étroit avec l’une des personnes diagnostiquées. 
Le 5 mars, cinq nouveaux cas ont été confirmés : trois à Uusimaa, un à Pirkanmaa et un à Kanta-Häme. L'un des cas d'Uusimaa, une femme en âge de travailler, est associé aux cas antérieurs de la région d'Helsinki. Les autres cas, deux hommes en âge de travailler, ont contracté le virus dans le nord de l'Italie. Tous les patients sont en bonne santé et ont été invités à rester à la maison. Le cas de Tavastia Proper est un enfant d'une famille Hämeenlinna qui a récemment visité le nord de l'Italie. La famille a été mise en quarantaine volontaire à domicile après le voyage et personne d'autre n'est connu pour avoir été en contact étroit avec le patient. Le cas à Pirkanmaa, une femme de 44 ans est également en quarantaine à domicile et en bonne santé. Trois personnes ont été en contact étroit avec elle. Cela porte à douze le nombre total de cas confirmés en Finlande. 
Le 6 mars, l'Institut national de la santé et du bien-être (THL) a annoncé que quatre nouveaux cas de COVID-19 avaient été confirmés dans le pays, portant le nombre total d'infections à 19. 
Le 8 mars, THL a confirmé quatre nouveaux cas de nouveau coronavirus, portant le nombre total d'infections à 23. 
Le 9 mars, 10 autres cas ont été signalés, dont 3 à Helsinki et 7 dans d'autres régions, portant le nombre d'infections à 33. 
Le 11 mars, 19 nouveaux cas ont été signalés, dont 10 dans la région d'Uusimaa, trois à Pirkanmaa, un en Finlande centrale, un à Tavastia Proper à Forssa, un en Carélie du Sud, un en Ostrobotnie du Sud et un dans le sud-ouest de la Finlande. 
Le 12 mars, 50 nouveaux cas ont été signalés. Un employé du district hospitalier d'Helsinki-Uusimaa (SHU) s'est révélé positif pour un nouveau coronavirus. 
Le 13 mars, selon THL, la Finlande est devenue proche du seuil épidémique, le nombre total de cas confirmés étant passé à 156. Plusieurs régions de Finlande commencent à limiter les tests de laboratoire des cas suspects de coronavirus en fonction de critères d'importance. THL demande au public de ne pas contacter les fournisseurs de soins de santé et de rester à la maison pour des symptômes bénins. 
Le 15 mars, le district hospitalier d'Helsinki et de l'Uusimaa (SHU) a décidé que les personnes rentrant en Finlande après un voyage à l'étranger ne seraient pas nécessairement soumises à un test de dépistage du nouveau coronavirus. 
Le 16 mars, le gouvernement finlandais, conjointement avec le président de la Finlande, a déclaré l'état d'urgence en raison du COVID-19. 272 cas confirmés avaient été diagnostiqués en Finlande le 16 mars 2020 à 14 heures. Le chef de THL, Markku Tervahauta, estime sur MTV3 que le nombre réel de cas de Covid-19 pourrait être 20 à 30 fois plus élevé que ce qui avait été confirmé par des tests, en raison du fait que le test a été limité aux groupes à risque, les personnes gravement malades, et les travailleurs de la santé. 
Le 16 mars, le gouvernement a également annoncé qu'il avait décidé de prendre les mesures suivantes en promulguant un décret portant application de la loi sur les pouvoirs d'urgence. Les mesures seront en place jusqu'au 13 avril, après approbation par le Parlement finlandais,, : 
- toutes les écoles seront fermées, à l'exclusion de l'éducation préscolaire ;
- la plupart des équipements publics gérés par le gouvernement (théâtres, bibliothèques, musées, etc.) seront fermés ;
- le personnel essentiel sera exempté de la loi sur les heures de travail et de la loi sur les congés annuels, tant dans le secteur privé que public ;
- au plus 10 personnes peuvent participer à une réunion publique, et les personnes de plus de 70 ans devraient éviter les contacts humains si possible ;
- les étrangers n'ont pas le droit d'entrer dans les établissements de santé et les hôpitaux, à l'exception des proches des personnes gravement malades et des enfants ;
- la capacité des services sociaux et de santé sera augmentée dans les secteurs privé et public, tandis que l'activité moins critique sera diminuée ;
- les préparatifs pour la fermeture des frontières commenceront et les citoyens ou résidents permanents de retour en Finlande seront placés en quarantaine de deux semaines.

THL considère le chiffre donné par le registre finlandais des maladies infectieuses comme le chiffre officiel et, le 19 mars, 304 des cas confirmés avaient été signalés au registre,. Le lendemain, environ 450 cas avaient été confirmés dans le pays.  Le plus grand nombre de cas a été identifié dans le district hospitalier d'Helsinki et d'Uusimaa, dans le sud de la Finlande. 
Le premier décès, une personne âgée qui vivait dans le district hospitalier d'Helsinki et de l'Uusimaa, décédée la veille, a été signalé le 21 mars. 
Le 23 mars, il a été signalé que l'ancien président Martti Ahtisaari avait contracté la maladie. Sa femme, Eeva Ahtisaari, a été confirmée atteinte de la maladie samedi 21 mars.
Le 15 avril 2020, un petit pic de contamination se note avec 117 nouveaux cas et 10 nouveaux décès. Tout le reste de l'année la maladie ne se propage guère et fait peu de décès, en novembre elle augmente un peu pour redescendre avec peu de cas et presque aucun décès à l'été 2021. À l'automne elle reprend pour faire un pic au début de 2022, redescendre puis atteindre le 13 mars 2022 10 795 nouveaux cas et une trentaine de décès. 
En mai 2022, après une décrue, les contaminations repartent à la hausse.

## Réponse par secteur

### Réponse du gouvernement
Le 16 mars, le gouvernement finlandais, en coopération avec le président de la Finlande, a déclaré l'état d'urgence dans le pays. Une liste de mesures visant à ralentir la propagation du virus et à protéger les groupes à risque a été mise en œuvre conformément à la loi sur les pouvoirs d'urgence, la loi sur les maladies transmissibles et d'autres lois. Les mesures comprennent la fermeture des écoles (à l'exclusion de l'éducation préscolaire) et de la plupart des installations publiques gérées par le gouvernement, la limitation des rassemblements publics et la fermeture des frontières du pays. Ils seront en place jusqu'au 13 avril. 
Le 20 mars, le gouvernement a annoncé un programme de soutien de 15 milliards d'euros pour aider les entreprises et les particuliers souffrant du ralentissement économique dû au virus. Il s'agit d'une augmentation de 10 milliards d'euros par rapport à un programme de soutien précédent, annoncé le 16 mars. Parmi les changements présentés figurait une diminution de 2,6% des paiements de pension des employés jusqu'à la fin de 2020. 

### Réponse des consommateurs

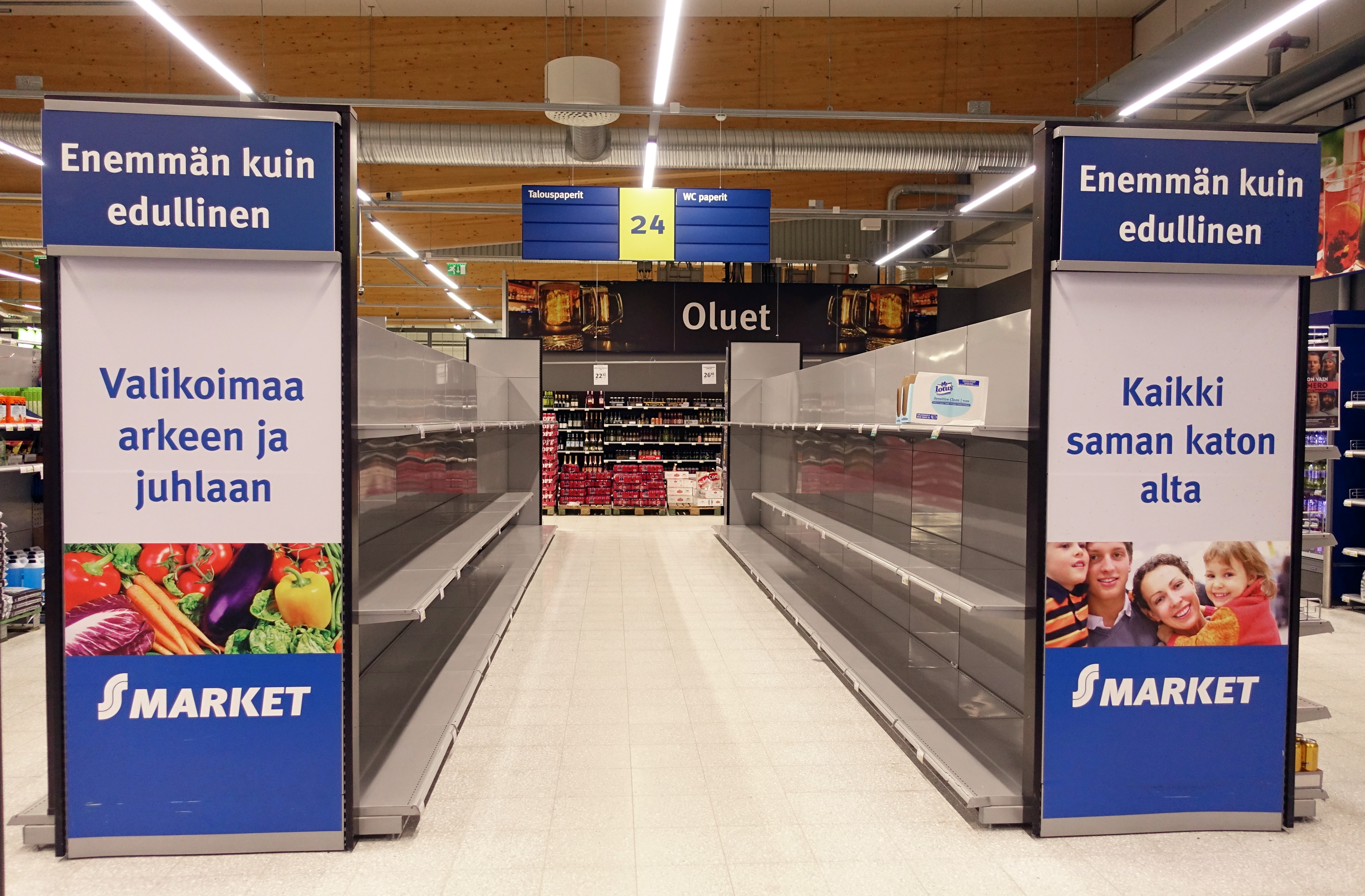
À la Suite de la déclaration de l'OMS de COVID-19 comme pandémie, les magasins finlandais ont temporairement épuisé leur papier hygiénique.

Comme dans d'autres pays, l'émergence du virus a augmenté les ventes et le stockage de produits quotidiens, tels que l'épicerie et les produits d'hygiène. Les craintes de quarantaine et les pénuries potentielles ont conduit à des achats de panique, en particulier de produits en conserve, de désinfectant pour les mains et de papier hygiénique. Le 15 mars 2020, la Central Finnish Cooperative Society (filiale du groupe S) a signalé un nombre estimé à deux à trois fois plus de visiteurs que d'habitude. Kesko a également signalé des augmentations similaires. La pratique de l'auto-isolement a également accru la demande d'épiciers en ligne. 

## Thérapies
Le laboratoire Therapeutica Borealis de Türkû met au point et fait breveter un spray nasal à base d'ivermectine, de l'aprotinine (un inhibiteur de protéase), et d'hydroxychloroquine.

### Vaccins
Après des cas de thromboses, la Finlande suspend, en mars 2021, les injections du vaccin d'AstraZeneca, malgré l'autorisation de l'Agence européenne du médicament. En octobre 2021, comme les autres pays scandinaves, la Finlande suspend le spikevax de Moderna pour les moins de 30 ans à cause du "risque légèrement accrû de développer une inflammation du myocarde" .

## Statistiques

Nombre de cas en Finlande depuis le début de l'épidémie.

Nombre de morts en Finlande depuis le début de l'épidémie.